# Ivanhoe (película de 1952)
Ivanhoe es una película de coproducción angloestadounidense de 1952 basada en la novela homónima de 1819 de Sir Walter Scott. 
La película, que contó con la dirección de Richard Thorpe y con la actuación de Robert Taylor, Elizabeth Taylor, Joan Fontaine, George Sanders y Finlay Currie, tuvo tres candidaturas a los Premios Óscar.

## Argumento
A su regreso de las Cruzadas, el rey Ricardo Corazón de León (Norman Wooland) es apresado en Austria. Para su rescate es necesaria una elevada suma de dinero que su hermano Juan sin Tierra (Guy Rolfe) se niega a pagar, ya que así puede seguir usurpando el trono de Inglaterra. Entre los partidarios de Ricardo se encuentra el caballero sajón Wilfred de Ivanhoe (Robert Taylor), quien lucha por conseguir el rescate. Ivanhoe era hijo de Cedric el sajón (Finlay Currie), dirigente de la resistencia sajona frente a la dominación normanda. Pero éste había renegado de su hijo porque había marchado a las Cruzadas sin su autorización, abandonando temporalmente a Lady Rowena (Joan Fontaine), última descendiente de la realeza sajona. 
Por ese motivo, Ivanhoe tendrá que reconciliarse primero con su padre, para conseguir con él y los demás sajones que apoyan al rey Ricardo, luchar contra Juan Sin Tierra a fin de lograr restaurar en el trono a su legítimo rey. 
Para conseguir el perdón paterno, Ivanhoe acude a un torneo organizado por el príncipe Juan y sus barones traidores, pero antes de participar en él, Ivanhoe salva a un judío, Isaac de York (Felix Aylmer), de ser asesinado. Como recompensa por su acción, su hermosa hija, Rebeca, (Elizabeth Taylor) le obsequia sus joyas a Ivanhoe con el fin de que pueda adquirir armadura, armas y caballo para participar en el torneo. Rebeca ha comenzado a enamorarse de Ivanhoe.
Cuando Ivanhoe llega de incógnito al torneo, con el nombre de El Desheredado, los campeones normandos han vencido a todos los sajones que han osado enfrentarse a ellos. Ivanhoe los enfrentará uno a uno hasta derrotarlos a todos; a saber, sir Ralph de Vipont, Phillip de Malvoisin, Front de Boeuf (Francis De Wolff), Sir Hugh de Bracy ( Robert Douglas) y el templario sir Brian de Bois-Gilbert (George Sanders), quien ya se había enfrentado con Ivanhoe en Tierra Santa. 
Es precisamente Bois-Gilbert quien hiere gravemente a Ivanhoe en el último combate, aunque igualmente cae derrotado pues De Bracy lo había herido levemente en el anterior choque. Finalmente, Ivanhoe es declarado vencedor y se le concede el derecho de elegir a la reina del torneo, Ivanhoe elige a Lady Rowena, ante la decepción de Rebeca que ha acudido con su padre a ver el encuentro. Ivanhoe se desploma a causa de sus heridas y todos descubren su identidad, que hasta entonces había permanecido oculta; incluso su padre lo ensalza por su hazaña. Pero, es Rebeca, quien previa conversación y acuerdo con Lady Rowena, también muy preocupada por la suerte del guerrero Ivanhoe, se ocupa de trasladarlo a su casa a fin de cuidarlo y curar sus heridas hasta alcanzar su completa recuperación.

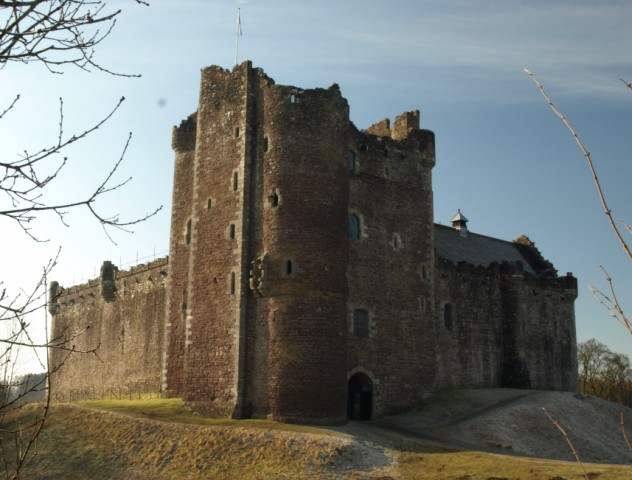
El Castillo de Doune, en Escocia: uno de los lugares de rodaje de la película.

A partir de ese momento la acción se torna agitada. En el traslado de Ivanhoe, es hecho prisionero junto con sus protectores judíos, al igual que su padre y su séquito, en el cual está Lady Rowena. Todos ellos son llevados al castillo de Frente de Buey, donde Bois-Gilbert cortejará a Rebeca, y De Bracy a Lady Rowena. 
Pero los traidores normandos son sorprendidos por Robin de Locksley (Robin Hood) (Harold Warrender) y sus hombres, que asaltan el castillo. Frente de Buey muere en la defensa, de Bracy se rinde, y Bois-Gilbert huye con Rebeca al santuario de los Templarios.
Ivanhoe logra reunir el rescate para Ricardo, recibiendo entre otras la aportación de Isaac de York y parte del pueblo judío que contribuyen con dinero emolumentos de su pueblo para lograr la liberación del rey Ricardo.
Mientras, Rebeca es juzgada como hechicera o bruja, por usar sus conocimientos de herbolaria para curar enfermos, y acusada de haber hechizado al caballero Bois-Gilbert, quien en el fondo está perdidamente enamorado de ella. A punto de ser condenada, Ivanhoe lanza su guante, como símbolo de reto y solicita un Juicio de Dios, en el cual la inocencia o culpabilidad de Rebeca se decidirá en un torneo a muerte entre el retador de la acusada, Ivanhoe, y el campeón elegido por la acusación, que definitivamente es Bois-Gilbert.
Rebeca asiste al duelo entre los dos valerosos guerreros: uno, al que ella ama, empeñado en demostrar su inocencia; el otro que la ama a ella, condenado a demostrar su culpabilidad, tras una demostración de los dos caballeros en su habilidad en manejo de las armas, Ivanhoe dará muerte a Gilbert y salvará a Rebeca. En ese instante, el rey Ricardo Corazón de León irrumpe en el torneo junto a sus caballeros, su hermano Juan Sin Tierra, el usurpador, baja la cabeza en señal de sumisión y es sometido, mientras el verdadero rey, Ricardo Corazón de León, exhorta a todo el pueblo a fortalecer la unión.

## Reparto
- Robert Taylor - Ivanhoe
- Elizabeth Taylor - Rebecca
- Joan Fontaine - Lady Rowena
- George Sanders - Brian De Bois-Gilbert
- Emlyn Williams - Wamba
- Robert Douglas - Hugh De Bracy
- Finlay Currie - Cedric
- Felix Aylmer - Isaac de York
- Francis De Wolff - Front De Boeuf
- Norman Wooland - Ricardo Corazón de León
- Basil Sydney - Waldemar Fitzurse
- Harold Warrender - Locksley
- Jack Churchill - Arquero (el actor era conocido por usar un arco y flecha durante su servicio en el ejército Británico durante la Segunda Guerra Mundial)

## Recepción
La película fue un grandioso éxito comercial. También fue el segundo filme más taquillero de Estados Unidos en 1952.